# سيتشي ياماموتو
سيتشي ياماموتو (باليابانية: 山本精一؛ بالكانا: やまもと せいいち) هو ملحن ومغني ياباني، ولد في 16 يوليو 1958 في أماغاساكي في اليابان.

## وصلات خارجية
- الموقع الرسمي
- سيتشي ياماموتو على موقع ميوزك برينز (الإنجليزية)
- سيتشي ياماموتو على موقع ديسكوغز (الإنجليزية)